# Гражданская война во Франции
«Гражданская война во Франции» — работа Карла Маркса, написанная на основе опыта парижской Коммуны. Написана в апреле — мае 1871 года в форме воззвания Генерального Совета I Интернационала. Является одним из основных программных документов марксизма. Содержит положения о необходимости слома буржуазного государственного аппарата в ходе социалистической революции и преобразования демократических институтов в народном духе, о возможности захвата власти пролетариатом мирными средствами. На примере Парижской коммуны отмечается демократизм государства нового типа, необходимость централизации. Главной причиной поражения парижской Коммуны, по Марксу, было отсутствие во главе власти революционной пролетарской партии. Маркс отмечает, что в буржуазном государстве по ходу исторического развития,
при всех изменениях его формы (абсолютная монархия, бонапартизм, парламентская республика) 

…государственная власть принимала все более и более характер национальной власти капитала над трудом, общественной силы, организованной для социального порабощения, характер машины классового господства.
Из этого он делает вывод, что в ходе социалистической революции: 

…рабочий класс не может просто овладеть готовой государственной машиной и пустить её в ход для своих собственных целей.
 Маркс отмечает последовательный демократизм парижской Коммуны, всеобщее избирательное право, ответственность, сменяемость, ликвидация привилегий чиновников. Одна из задач преобразования общественных отношений заключается в том, чтобы 

отсечь чисто угнетательские органы старой правительственной власти, её же правомерные функции отнять у такой власти, которая претендует на то, чтобы стоять над обществом, и передать ответственным слугам общества.
 Маркс увидел в Коммуне форму пролетарской власти, идущую на смену государственному аппарату буржуазии: 

она была открытой, наконец, политической формой, при которой могло совершиться экономическое освобождение труда.
Как отмечают, в данной работе Маркс решительно отстаивает концепцию радикальной демократии.